# Isquèmia
Una isquèmia (del grec ἴσχω "retenir" i αἷμα "sang") és el patiment cel·lular causat per la disminució transitòria o permanent del reg sanguini i conseqüentment una disminució de l'aportació d'oxigen a un teixit biològic. Aquest patiment cel·lular pot ser prou intens per causar la mort cel·lular i del teixit. Una de les funcions principals de la sang és repartir per l'organisme l'oxigen captat als pulmons per a que arribi a tots els teixits del cos.
Per sobreviure, les cèl·lules han de menester energia. En general hi ha dues formes de generar-la, totes dues basades en processos químics que aprofiten l'energia emmagatzemada en un o més enllaços químics: per via de la fermentació o bé a partir d'oxigen. Si la isquèmia és molt greu pot arribar a l'anòxia, que implica que els teixits afectats no puguin comptar amb l'energia necessària per a sobreviure. D'aquesta forma, el teixit mor. Cada teixit té un nivell diferent de tolerància a la falta d'oxigen.

## Localitzacions d'isquèmia
- Cerebral: és la reducció del flux sanguini fins a assolir nivells que no donen l'abast per a mantenir el metabolisme necessari per una normal funció i estructura del cervell.

- Cardíaca.

- Intestinal (mesentèrica).

- Renal: és la reducció del flux sanguini renal (Hipoperfusió uni o bilateral) causada per la reducció del volum sanguini total, per la redistribució de la sang o per obstrucció. Les seves causes solen ser: complicacions quirúrgiques, hemorràgia, traumatisme, rabdomiòlisi amb mioglobinúria, sèpsia per gram-negatius, hemorràgia de postpart, pancreatitis, etc. que poden condicionar una insuficiència renal aguda causada per la necrosi tubular. En casos d'obstrucció unilateral (estenosi renal, embòlia, etc.) poden donar lloc a un infart renal agut o a una atròfia renal (isquèmia crònica).